# Stavkirke de Kvernes

La stavkirke de Kvernes (en norvégien : Kvernes stavkyrkje) est une stavkirke (« église en bois debout ») érigée à Kvernes (en) (aujourd'hui dans la commune d'Averøy, comté de Møre og Romsdal) au début du XIVe siècle. Elle se trouve le long du Kvernesfjorden,  juste au nord de l'actuelle église paroissiale de Kvernes. Elle peut accueillir environ 200 personnes.

## Histoire

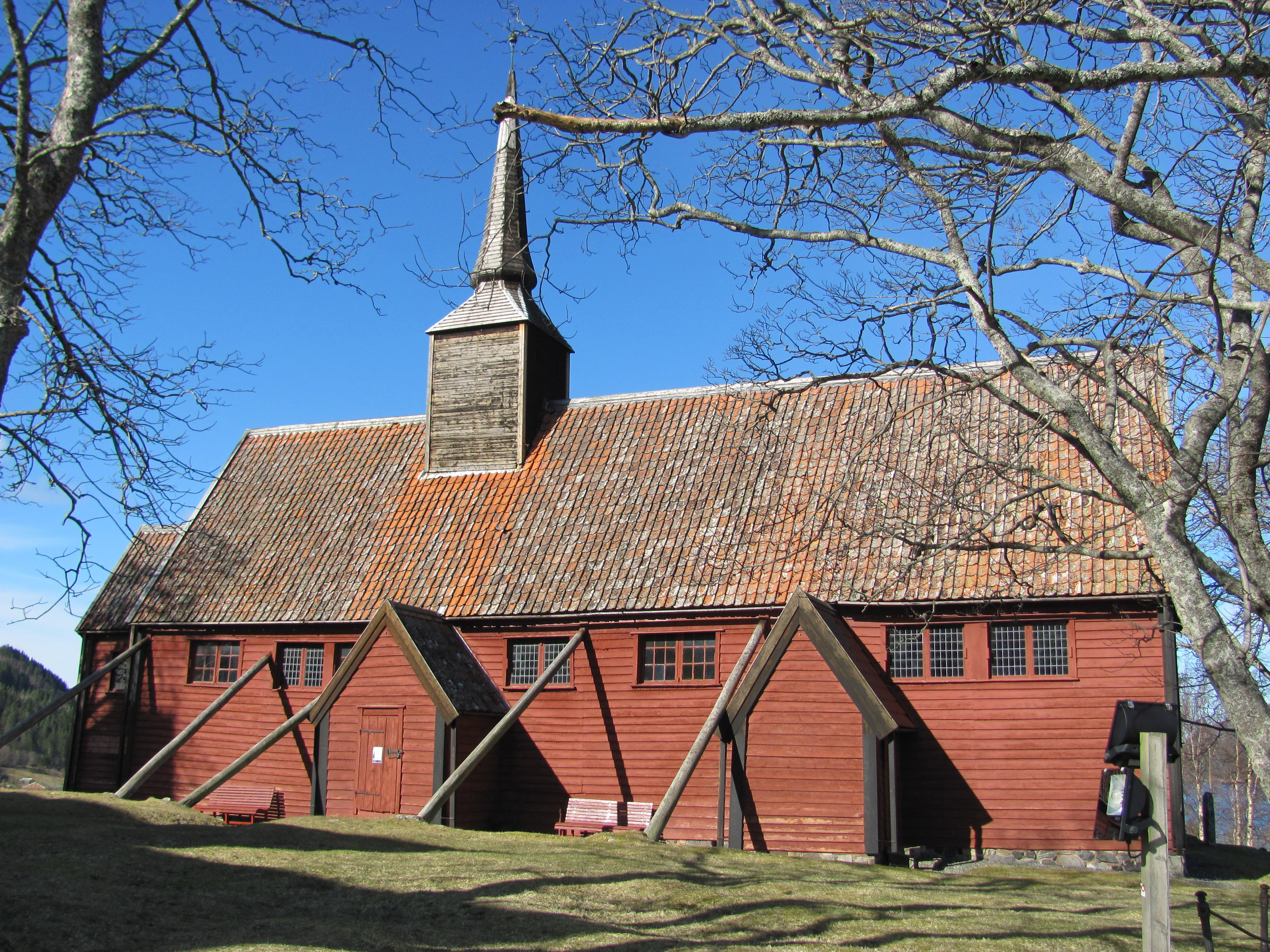
La stavkirke d'Averøy.

L'église est mentionnée pour la première fois dans une source écrite en 1400, mais elle probablement été construite au début du XIVe siècle. Il s'agit d'une église à nef unique de type « Møre », caractérisée par des poteaux centraux dans le mur extérieur et des traverses. La nef mesure 16 mètres sur 7,5 mètres et le chœur 7 mètres sur 7,5 mètres, ce qui en fait l'une des plus petites églises en bois debout existantes. L'église a été reconstruite en 1633 et, lors de cette rénovation, la porte d'entrée a été déplacée du côté ouest de la nef au côté sud. Lors de cette rénovation, l'ancien chœur a été démoli et reconstruit avec une structure à pans de bois plutôt que la construction historique en bois debout. En 1648, la tour du toit a été réparée. De 1661 à 1663, un porche a été construit. Une sacristie est également ajoutée vers 1689. En 1776, l'église est à nouveau rénovée. En 1810, la tour du toit est réparée de nouveau. 
Comme 300 autres églises paroissiales, l'église de Kvernes sert de bureau de vote à l'occasion de l'élection de l'Assemblée constituante de 1814 à l'origine de la Constitution actuelle de la Norvège. 

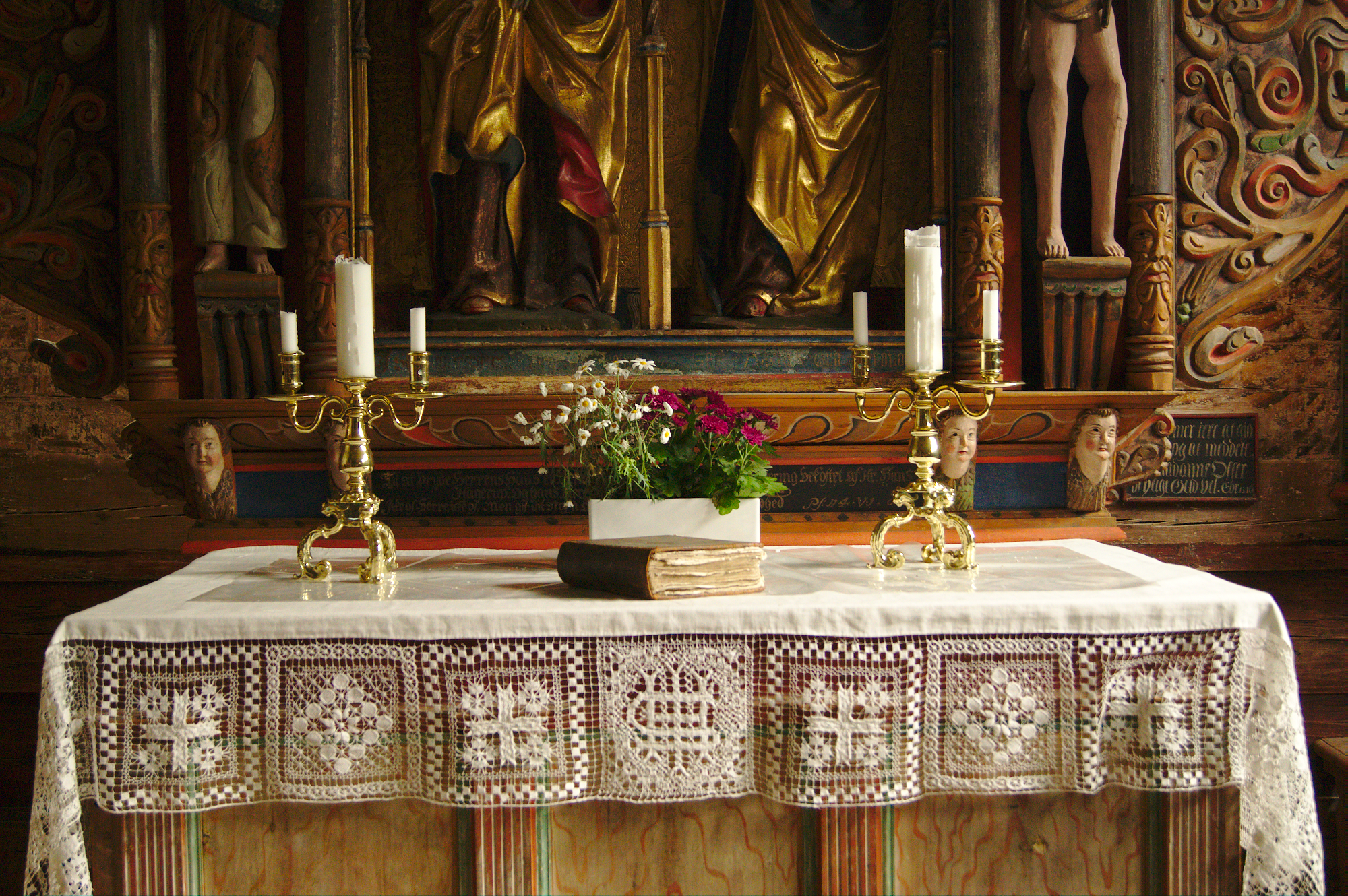
L'autel.